# Parque nacional de las Mesetas Batéké
El Parque nacional de las Mesetas Batéké (en francés: Parc National des Plateaux Batéké) es un espacio protegido con el estatus de parque nacional en la meseta de Bateke, en el sureste del país africano de Gabón que abarca 2.034 kilómetros cuadrados (785 millas cuadradas). Debido a su significación universal cultural y natural, se le añadió a la Lista Tentativa del Patrimonio Mundial de la UNESCO el 20 de octubre de 2005.